# Liomys adspersus
Liomys adspersus là một loài động vật có vú trong họ Chuột kangaroo, bộ Gặm nhấm. Loài này được Peters mô tả năm 1874.